# Louisa da Conceição
Louisa Sança Silva Illaria da Conceição (sinh ngày 7 tháng 12 năm 1974) là cựu cầu thủ bóng rổ nữ của Cabo Verde.